# Gebhard-Müller-Schule Biberach
Die Gebhard-Müller-Schule ist das staatliche Wirtschaftsgymnasium, Kaufmännische Berufsschule, Berufsfachschule und Berufskolleg der Stadt Biberach an der Riß unter der Trägerschaft des Landkreises Biberach in Baden-Württemberg. Die Schule ist seit 1984 nach Gebhard Müller, dem ehemaligen Ministerpräsidenten von Baden-Württemberg benannt. Am 13. November 2009 wurde die Schule einhundert Jahre alt.

## Schularten
- Kaufmännische Berufsschule (Duale Ausbildung)
- Kaufmännische Berufsfachschule (Wirtschaftsschule) (Fachschulreife)
- Kaufmännische Berufskollegs (Fachhochschulreife)
- Wirtschaftsgymnasium (Allgemeine Hochschulreife)[1]

## Schulformen
In der zweijährigen kaufmännischen Berufsfachschule erhalten die Schülerinnen und Schüler die notwendige breite Allgemeinbildung. Eine umfassende kaufmännische Grundbildung unter Einbeziehung moderner Informationstechnologien bildet einen weiteren Schwerpunkt der Fachschule. Die zweijährige Berufsfachschule hat das Ziel, Schüler mit Hauptschulabschluss oder entsprechender Schulbildung zur Fachschulreife zu führen. Mit dem Abschlusszeugnis der zweijährigen Berufsfachschule erhält der Absolvent die Fachschulreife, die dem Realschulabschluss entspricht.
Das kaufmännische Berufskolleg umfasst eine zweijährige kaufmännische Grundbildung und endet mit der Fachhochschulreife. Das Berufskolleg unterteilt sich in drei Zweige. Kaufmännisches Berufskolleg I, II oder Kaufmännisches Berufskolleg Fremdsprachen. Berufskolleg I Absolventen können ein verkürztes kaufmännisches Ausbildungsverhältnis oder eine Ausbildung in der Verwaltungslaufbahn anschließen. Berufskolleg II Absolventen und die Berufskolleg II Fremdsprachenvariante können mittels einer Zusatzprüfung den Abschluss Staatlich geprüfter Wirtschaftsassistent / Staatlich geprüfte Wirtschaftsassistentin erwerben.
Das Wirtschaftsgymnasium ist eine 3-jährige Vollzeitschule, die auf dem mittleren Schulabschluss aufbaut. Der erfolgreiche Abschluss des Wirtschaftsgymnasiums ist die allgemeine Hochschulreife. Die Schüler werden durch eine breit angelegte Allgemeinbildung auf das Studium und Berufsausbildung vorbereitet. Wirtschaftsinformatik und Finanzmanagement bilden die berufsorientierten Inhalte des Gymnasiums.

## Kaufmännische Berufsschule
An der kaufmännischen Berufsschule, die in die Gebhard-Müller-Schule integriert ist, erhalten Schüler folgender Berufe ihre theoretische Ausbildung:
- Bankkaufmann
- Bürokaufmann
- Fachangestellter für Arbeitsmarktdienstleistungen
- Fachangestellter für Bürokommunikation
- Industriekaufmann
- Informatikkaufmann
- IT-Systemkaufmann
- Kaufmann für Bürokommunikation
- Kaufmann im Einzelhandel
- Kaufmann im Groß- und Außenhandel
- Sozialversicherungsfachangestellter
- Verkäufer

## Projekte und Schulpartnerschaften
An der Schule werden folgenden Projekte durchgeführt und Schulpartnerschaften gepflegt:
- Indien-Projekt (Spendenprojekte)[2]
- Schulsanitätsdienst
- Schulpartnerschaft mit der georgischen Stadt Telawi

## Neubau
Im April 2002 wurde die Baugenehmigung für den Niedrigenergie-Neubau an der Leipzigstraße erteilt. Im September 2004 wurde das Gebäude in Betrieb genommen. Das Gebäude verfügt über eine Tiefgarage mit 148 Stellplätzen. Ein großer überdachter Innenhof, der eigentlich als Atrium geplant war, dient als zentrale offene überdachte Aula der gesamten Schule. Die Wärmebereitstellung erfolgt über eine Holzpelletsfeuerungsanlage mit einem Spitzenlastkessel von 110 kW Leistung. Die geringe Betonkernaktivierung erfordert eine maximale Vorlauftemperatur von 28 °C. Sie kann auf eine ganzjährige Grundwassertemperatur von 10 bis 12 °C zurückgreifen. Die Wärmepumpen erreichen damit einen hervorragenden Wirkungsgrad.
Tageslichtsimulationen konnten in der Planungsphase Oberflächenbeschaffenheit, Fensterausbildung, Atriumsüberdachung optimieren. Auch die einzelnen Oberlichter zwischen Klassenzimmern und Flur wurden hinsichtlich Tageslichtnutzung optimiert.